# Јован Србин из Кратова
протопоп Јован „од Кратова”, из 16. вијека.
Јован Србин из Кратова (1526–1583) или протопоп Јован (протојереј Јован) је био српски православни свештеник и краснописац са опусом од шест значајних дела 16. века. У фрушкогорском манастиру Велика Ремета, чувало се јеванђеље са корицама окованих сребром, дивно украшено, писано на српско-словенском језику, 1580. године од стране „протопопа Јована Србина из Кратова“. Био је монах у манастиру Хиландар.

## Живот
Мало се зна о његовом животу. Први пут се појављује 1526. године када је преписао молитвеник у коме говори о Апокалипси коју очекује у блиској будућности. До 1569. године живео је у Кратову, у то време важном граду и рударском центру, где је био свештеник. Након тог датума помиње се у Крајови у Влашкој где се 1580. године у једном јеванђељу потписује као „Јереј Јован, Србин из града Кратова“ (Србин од места Кратова). У Влашкој се помиње и као протопоп, „протојереј“. Сеобе поштованих свештеника у Влашку тада нису биле реткост, јер су тамо наилазили на покровитељство хришћанских кнезова или богатих земљопоседника, слојева којих у Османском царству није било.
Рад свештеника Јована поклопио се са два значајна догађаја. Једна је била обнова Пећке патријаршије 1557. године која је дала подстицај већој уметничкој продукцији. Други је био обнављање отоманског интересовања за рударство, што је подстакло производњу у Кратову и другим важним рудницима. Знамо да је користио наочаре.

## Рад
Јован Кратовски је најистакнутији илуминатор из круга балканских уметника 16. века који су деловали под утицајем исламске орнаментике. Данас је сачувано десет његових илуминираних рукописа и налазе се у библиотекама у Београду, Софији, Букурешту и манастирима Свете Горе Хиландару и Зографу.
Јованов нови декоративни систем спојио је византијску и исламску орнаментику у нову целину. Иако није био вешт цртач фигура, његови натписи и специфична цветна орнаментика били су забележени и нашироко копирани. Он се с правом сматра творцем овог новог стила који је трајао до краја 17. века. Исти стил пропагирали су углавном његови ђаци из такозване кратовске школе.
Не много пре 1580. године осмислио је, преписао и осветлио Закон о рудницима деспота Стефана Лазаревића, збирку средњовековних српских рударских прописа. Ово је, по свој прилици, било на захтев локалних власти Кратова, којима је била потребна обнова производње према жељама османске администрације. У овој књизи исламски утицај се огледа у њеном издуженом формату, арабески на корицама, уској величини слова и, наравно, у њеним вињетама. Слика рударског савета је копија са старијег оригинала из 15. века.